# Liste der Monuments historiques in Orgeval (Yvelines)
Die Liste der Monuments historiques in Orgeval (Yvelines) führt die Monuments historiques in der französischen Gemeinde Orgeval auf.

## Liste der Bauwerke
| Bezeichnung              | Beschreibung                  | Standort | Kennzeichnung | Schutzstatus   | Datum     | Bild           |
| ------------------------ | ----------------------------- | -------- | ------------- | -------------- | --------- | -------------- |
| Kirche St-Pierre-St-Paul | Erbaut ab dem 12. Jahrhundert | (Lage)   | PA00087558    | Classé Inscrit | 1886 1962 | weitere Bilder |

## Liste der Objekte

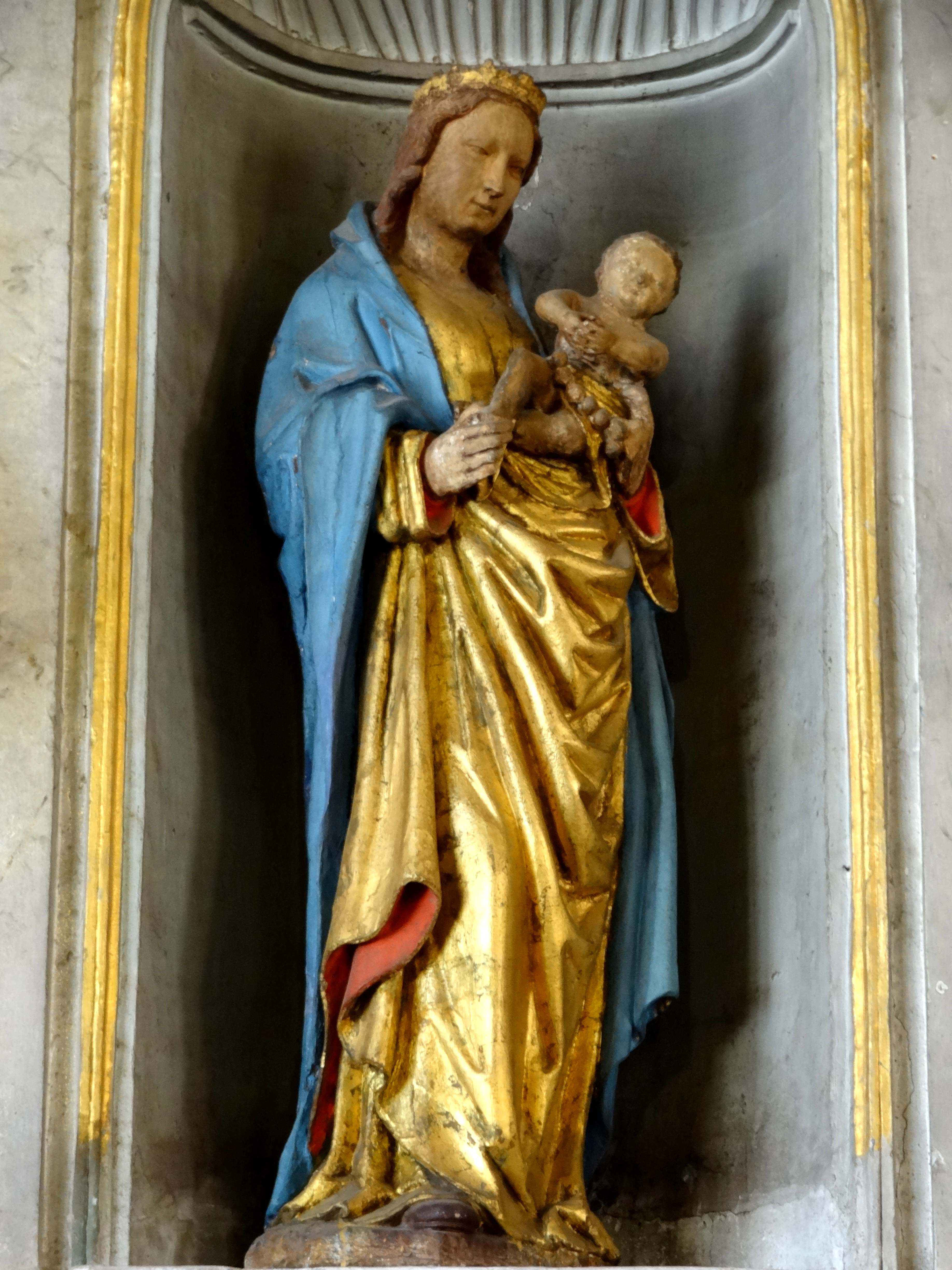
Skulptur Madonna mit Kind in der Kirche St-Pierre-St-Paul

- Monuments historiques (Objekte) in Orgeval (Yvelines) in der Base Palissy des französischen Kultusministeriums